# Rio Sorocaba
Il Rio Sorocaba è un affluente in sinistra idrografica del fiume Tietê, nello Stato di San Paolo in Brasile.

## Percorso

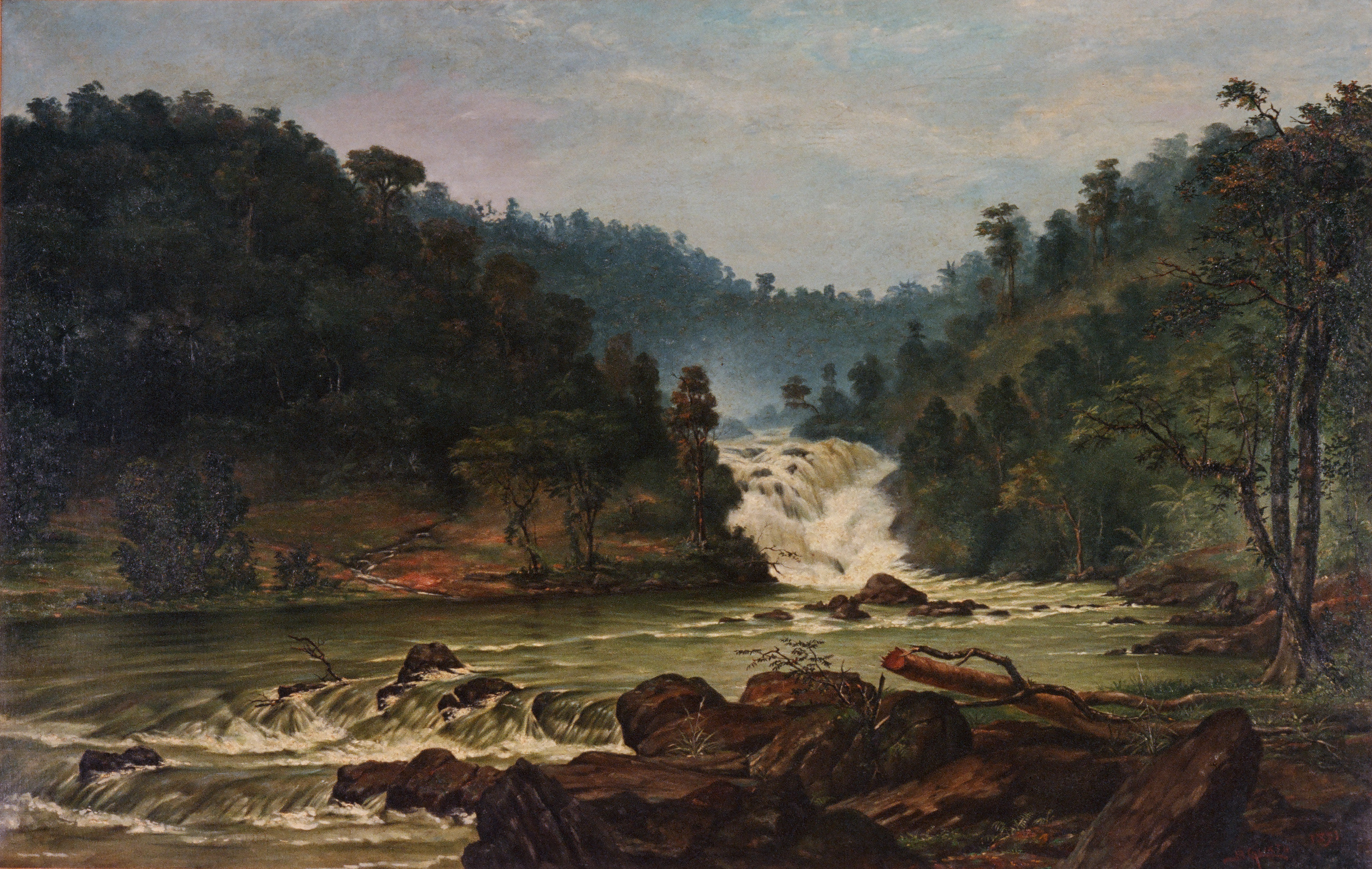
Le cascate del Rio Sorocaba (Benedito Calixto, 1891)

Le sorgenti del fiume sono collocate nei territori comunali di Ibiúna, Cotia, Vargem Grande Paulista e São Roque. Raggiunge e attraversa poi la città omonima e, dopo avere ancora percorso una vasta zona rurale, il Sorocaba si getta nel Tietê alla quota di 467 m, in comune di Laranjal Paulista. Il suo bacino idrografico occupa complessivamente 5.269 km².

## Affluenti principali
- Sarapuí
- Ipanema
- Tatuí
- Pirajibú

## Geologia

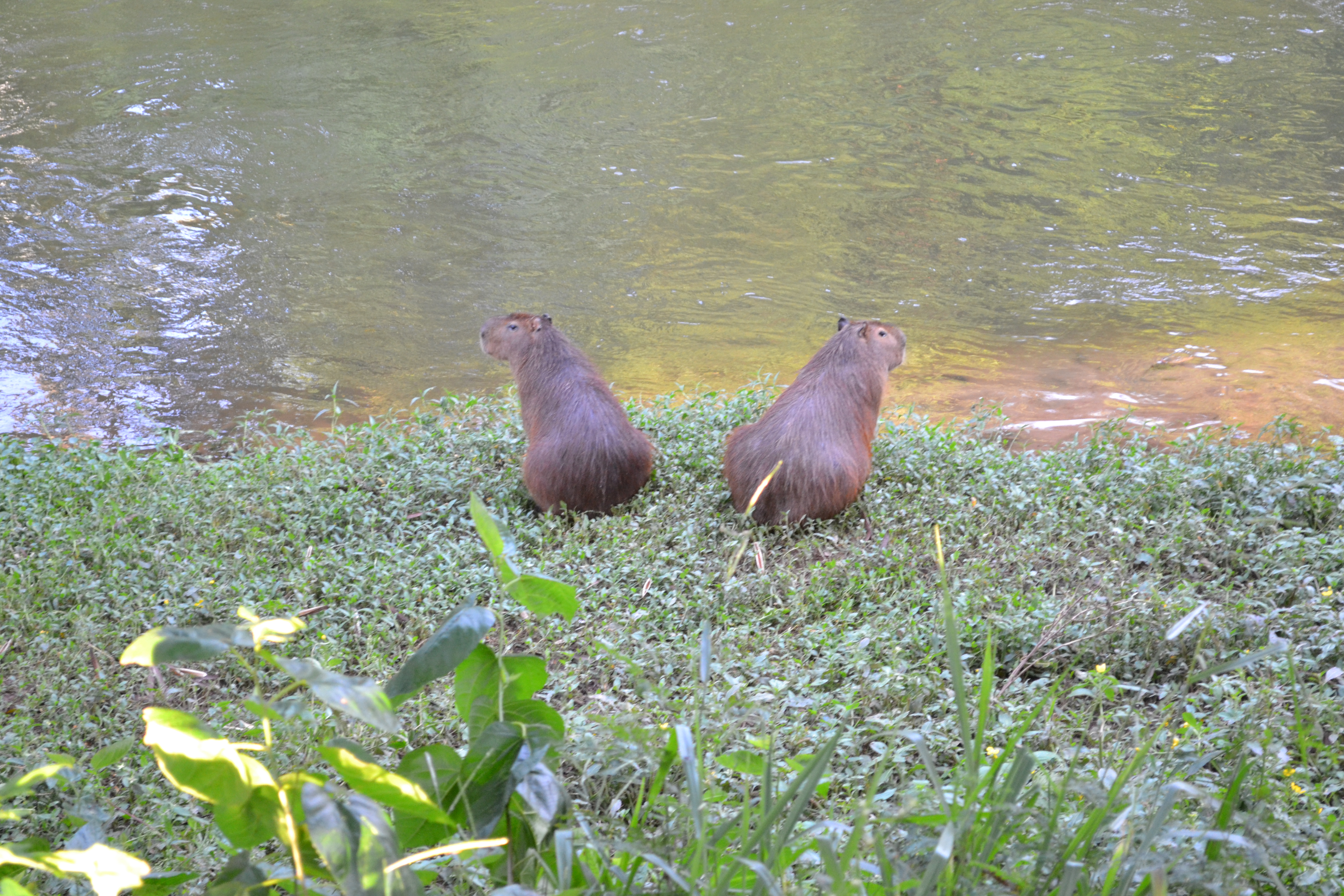
Due capibara sulla riva del fiume (Ponte Benito Sevilha, Votorantim)

La parte superiore del bacino del Sorocaba è collocata nell'Altopiano Atlantico (Planalto Atlântico), dominato da rocce di tipo cristallino. Il basso corso invece, dalla città di Sorocaba alla foce, percorre la Depressione Periferica Paulista (Depressão Periférica Paulista), dove prevalgono invece le rocce sedimentarie caratteristiche del Bacino geologico del Parana.

## Gestione
Il bacino del fiume è gestito dal Comitê da Bacia Hidrográfica do Rio Sorocaba e Médio Tietê (CBH-SMT), un organismo che venne creato nel 1994 in applicazione della legge nº 7.663 del 30 dicembre 1991. Si tratta di un organo collegiale di carattere consultivo e deliberativo del Sistema Integrado de Gerenciamento dos Recursos Hídricos (SIGRH), che recepisce in forma paritaria le competenze statali e comunali con il contributo della società civile. L'organismo ha competenza su 34 comuni dei quali 18 situati nel bacino del fiume Sorocaba in senso stretto e gli altri collocati nella sub-zona del Médio Tietê superior.